# Eardington
Eardington is een civil parish in het Engelse graafschap Shropshire.